# Kia Clarus
Kia Clarus (Kia Credos) — перший власноруч розроблений сімейний седаном Kia середнього розміру ([[Клас D), який надійшов у продаж у Південній Кореї в 1995 році та в Австралії в 1998 році.

## Опис

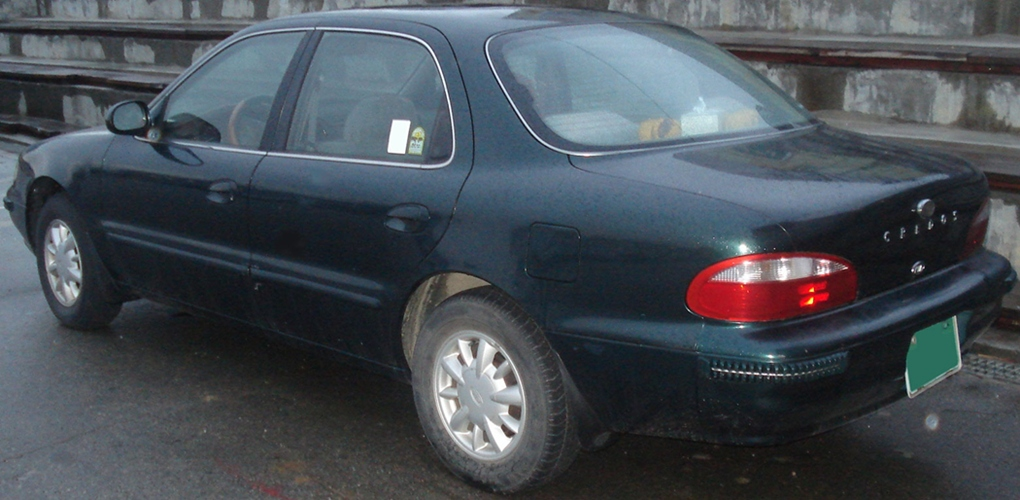
Kia Clarus (1996-1998)

Credos заснований на п’ятому поколінні Mazda Capella/Cronos, який також продавався як Mazda 626.

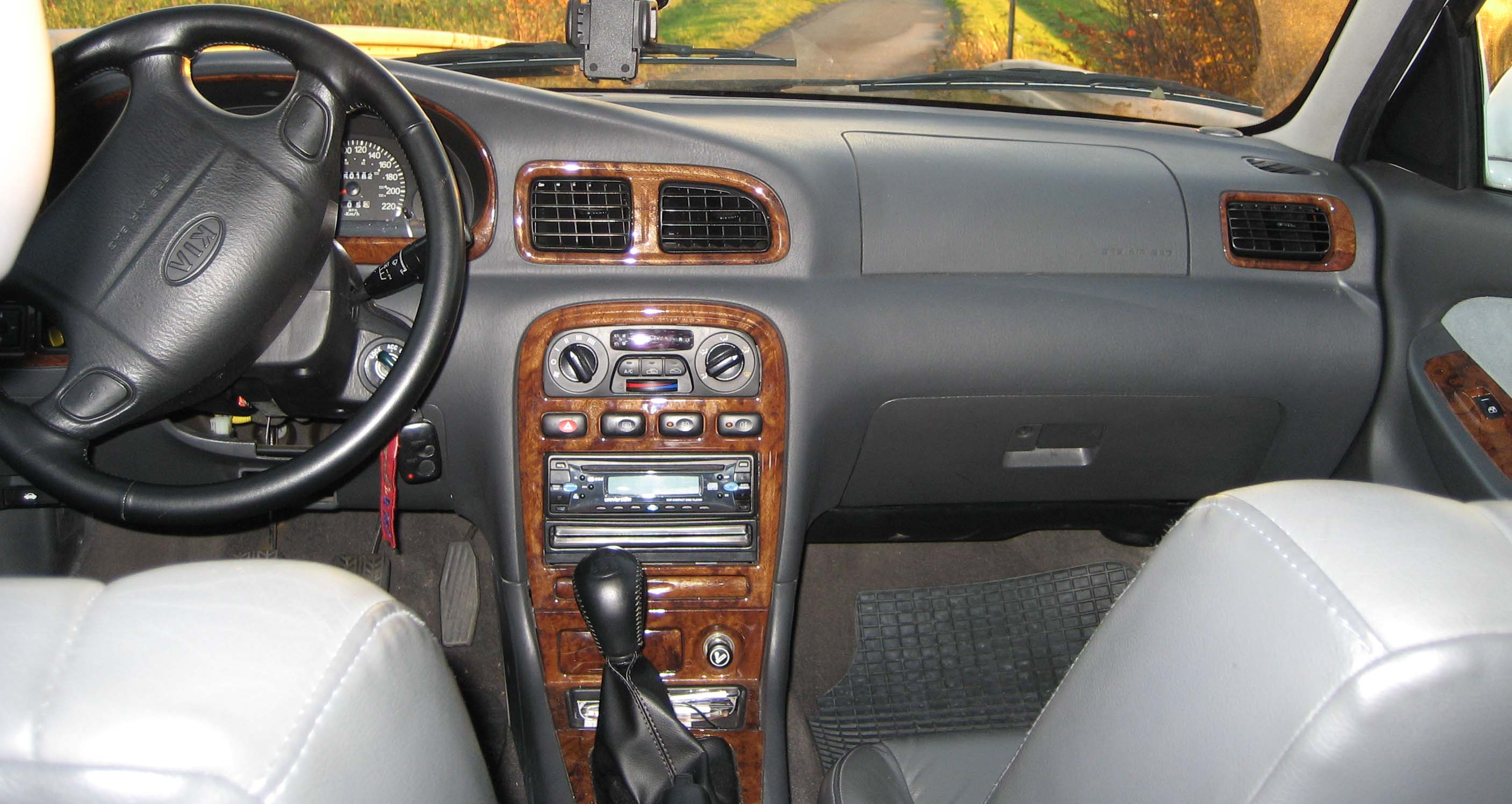

Він приводився в дію одним із чотирьох бензинових двигунів. Спочатку пропонуються три двигуни залежно від комплектації: 1,8-літровий двигун Kia T8D; 2,0-літровий двигун Mazda FE SOHC; і 2,0-літровий двигун Mazda FE-DOHC. Четвертий двигун, ліцензійна версія 2,0-літрового двигуна V6 DOHC Rover KV6, був доступний з оновленою версією з 1998 року і далі, яка також додала варіацію універсала під назвою Parktown у своїй рідній Кореї, де це був комерційний провал.
Салон автомобіля охарактеризували як нудний, але просторий і комфортний, а також як масивний багажник. Запитувана ціна за базовий 1.8 SX становила 11 000 фунтів стерлінгів, приблизно на 4 000 фунтів менше, ніж еквівалент Ford Mondeo та Vauxhall Vectra. В Австралії Clarus був представлений у травні 1998 року та був доступний лише з двигуном 2,0 л. Протягом трьох років продажі моделі склали 839 одиниць.
Kia Credos була замінена Kia Optima у вересні 2000 року, закінчивши співпрацю з Mazda, створювану під маркою.

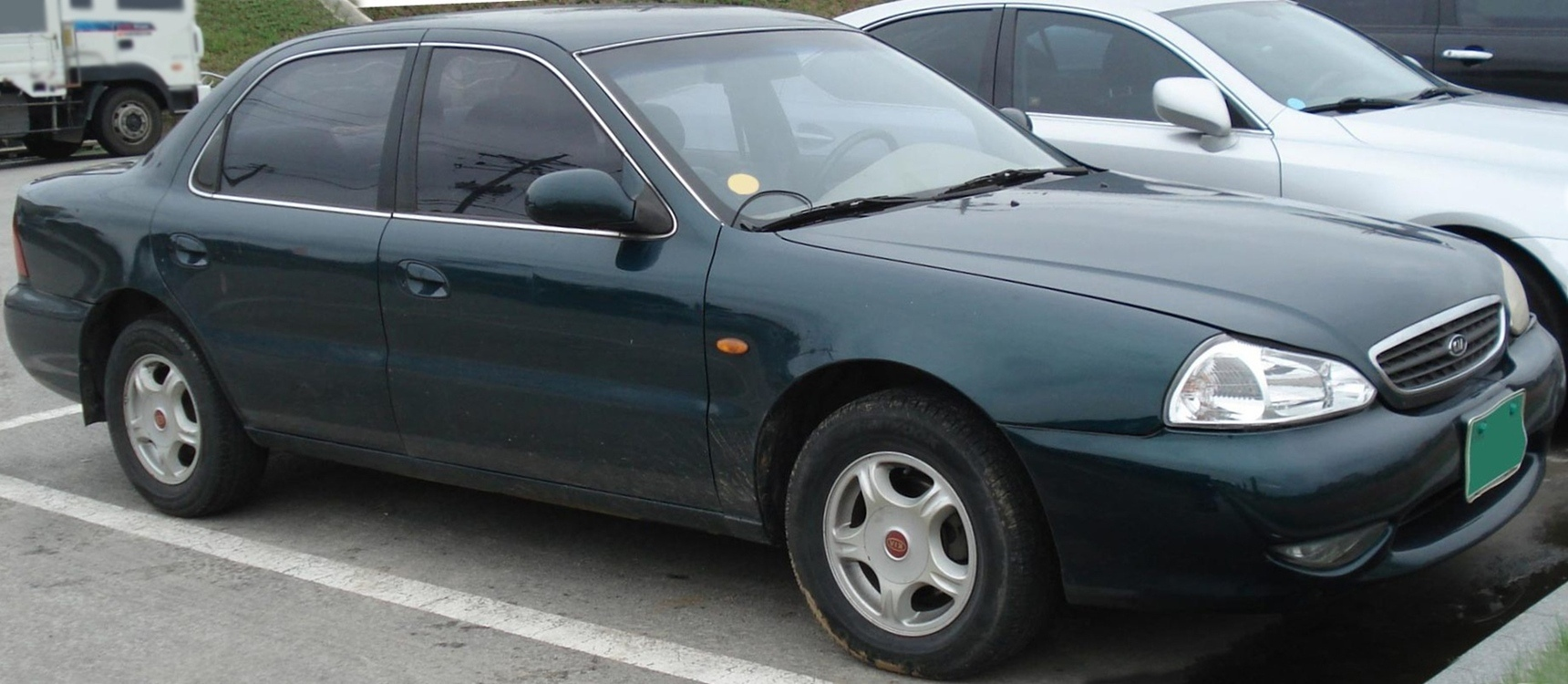
Kia Clarus (1998-2001)
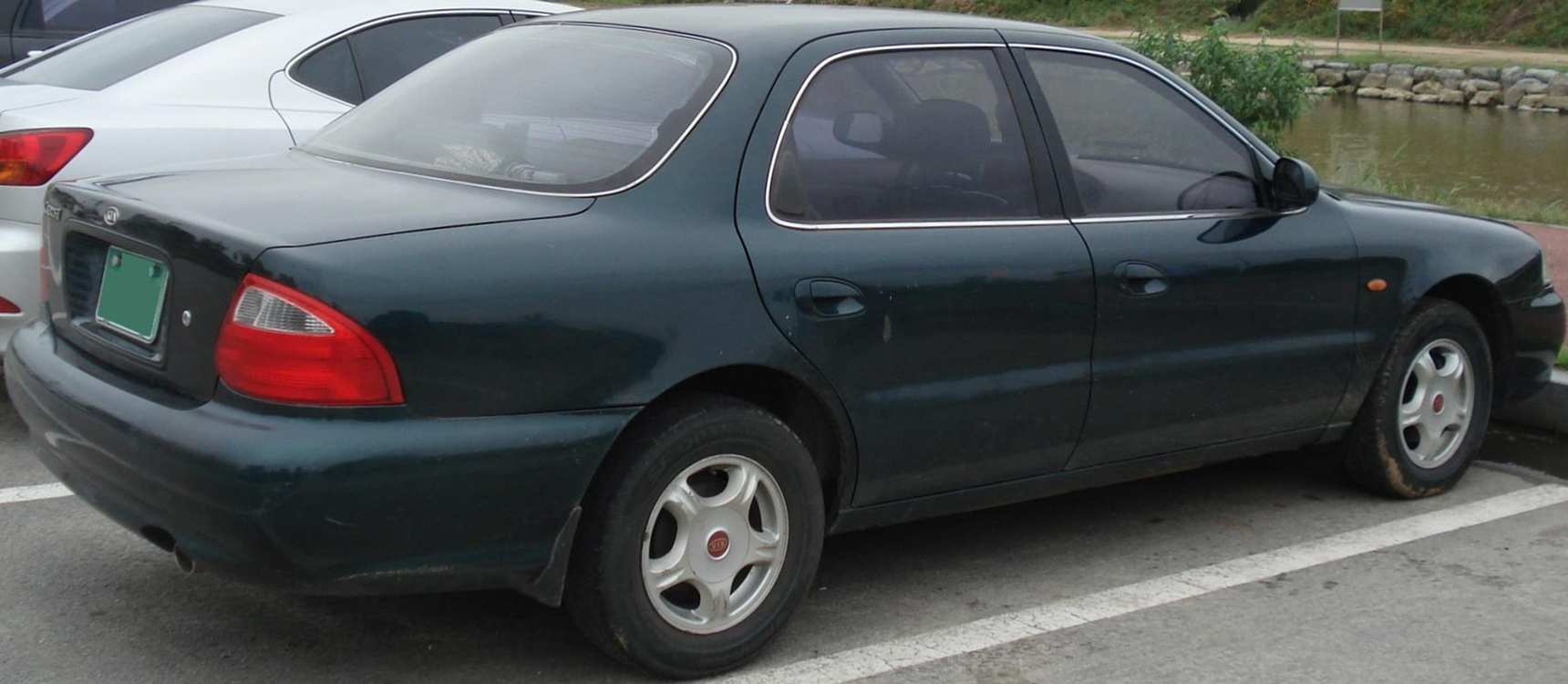
Kia Clarus (1998-2001)
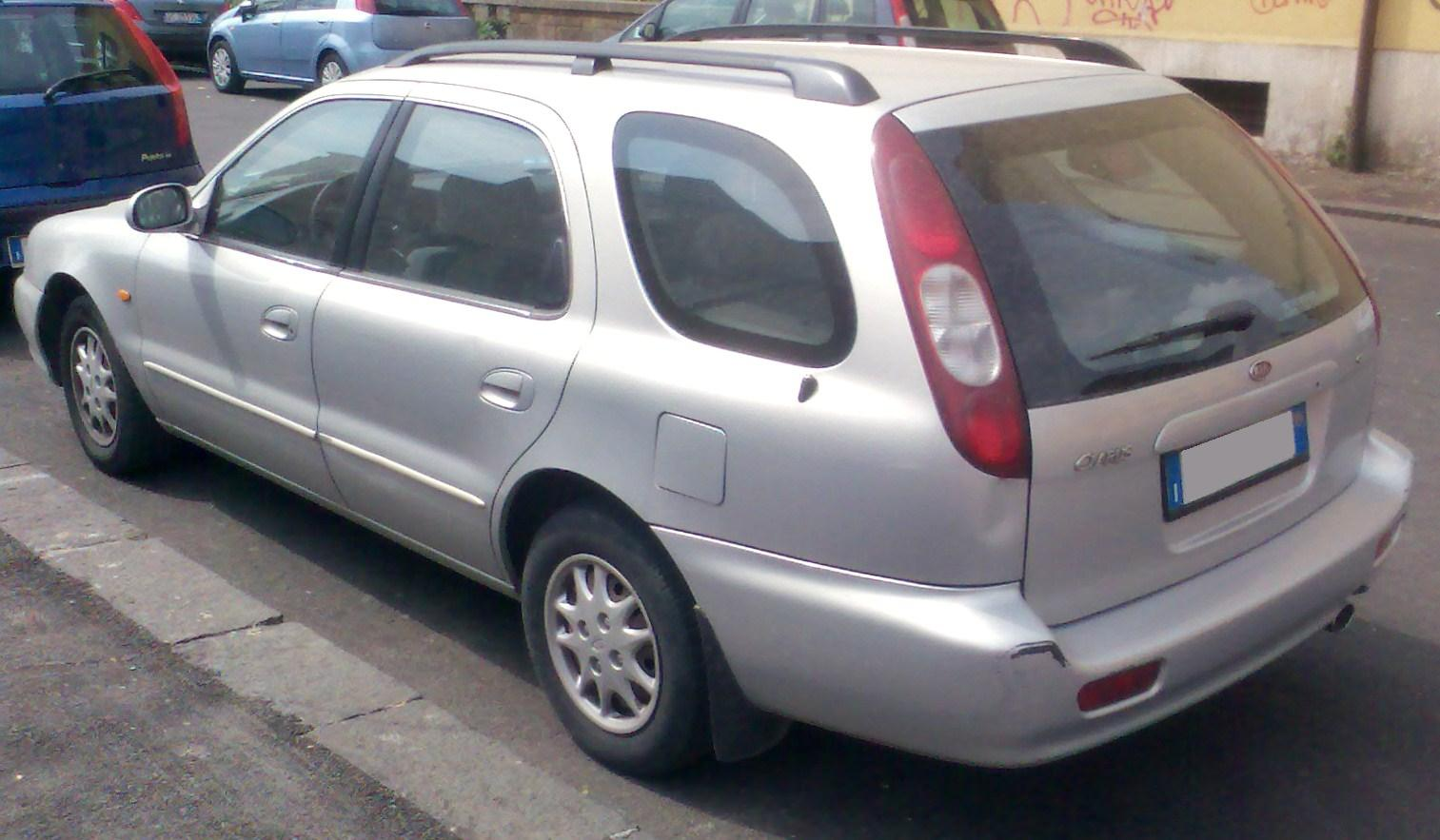
Kia Clarus (1998-2001)

## Двигуни
| Модель          | Робочий об'єм | Потужність                       | макс. Крутний момент  | Клапанів на циліндр |
| --------------- | ------------- | -------------------------------- | --------------------- | ------------------- |
| 1,8 SLX T8 DOHC | 1793 см³      | 85 кВт (116 к.с.) при 5750 об/хв | 152 Нм при 4500 об/хв | 4                   |
| 2,0 GLX FE DOHC | 1998 см³      | 98 кВт (133 к.с.) при 5900 об/хв | 171 Нм при 4100 об/хв | 4                   |